# Carmelo Goyenechea
Carmelo Marceliano de la Concepción Goyenechea Urrusolo, (Deusto, Vizcaya, 18 de junio de 1898 - Bilbao, Vizcaya, 10 de noviembre de 1984) fue un futbolista internacional español, conocido futbolísticamente como Carmelo. 
Jugaba como interior izquierdo y fue el primer jugador de la historia del Athletic Club en anotar un hat-trick en Primera División.

## Biografía
Carmelo nació en la localidad de Deusto (actualmente un barrio de Bilbao) en 1898. Comenzó jugando en la SD Deusto de su localidad natal hasta que en 1921 fichó por el Athletic Club. Con el Athletic Club jugó 8 temporadas convirtiéndose en uno de los referentes de su equipo. Ganó 1 Copa de España y 6 Campeonatos de Vizcaya con los bilbaínos. Durante varios años ejerció como capitán del equipo. Se mantuvo a lo largo de su carrera como amateur, e incluso llegó a renunciar a una oferta del FC Barcelona que le ofreció cincuenta mil pesetas y además nunca quiso cobrar dinero alguno por jugar al fútbol. El Athletic financió a perpetuidad una cama a su nombre en el bilbaíno Hospital de Basurto.
Se retiró tras jugar la primera temporada de Liga en 1929. A lo largo de su última campaña logró seis tantos, destacando el primer hat-trick de la historia en Primera División del club rojiblanco, en San Mamés, frente al RCD Espanyol (9-0).
En 1946 se incorporó a la junta directiva del Athletic Club.

### Selección nacional
Carmelo Goyenechea fue convocado en 10 ocasiones para jugar con la Selección española. Debutó el 17 de diciembre de 1922 en un amistoso contra Portugal, en Lisboa. Con posterioridad tomó parte en los Juegos Olímpicos de París 1924. Jugó su último partido con la selección española, el 22 de abril de 1928, ante Italia. En total marcó tres goles

## Clubes
| Club          | País   | Año       |
| ------------- | ------ | --------- |
| SD Deusto     | España | 1916-1921 |
| Athletic Club | España | 1921-1929 |

## Palmarés

### Campeonatos regionales
| Título                         | Club          | País   | Año  |
| ------------------------------ | ------------- | ------ | ---- |
| Campeonato Regional de Vizcaya | Athletic Club | España | 1923 |
| Campeonato Regional de Vizcaya | Athletic Club | España | 1924 |
| Campeonato Regional de Vizcaya | Athletic Club | España | 1926 |
| Campeonato Regional de Vizcaya | Athletic Club | España | 1928 |
| Campeonato Regional de Vizcaya | Athletic Club | España | 1929 |

### Campeonatos nacionales
| Título       | Club          | País   | Año  |
| ------------ | ------------- | ------ | ---- |
| Copa del Rey | Athletic Club | España | 1923 |